# Acer blau
Acer blau (títol original: Blue Steel) és una pel·lícula estatunidenca dirigida per Kathryn Bigelow, estrenada el 1990 i doblada i subtitulada al català.

## Argument
Megan Turner sempre ha somiat portar l'uniforme de la policia novaiorquesa. Fent-se dona policia, espera fer regnar la justícia, escapar dels seus orígens modestos, disposar d'un poder i d'una autoritat incontestable.
Però en la seva primera ronda de nit, Megan s'enfronta a un atracament a mà armada i és obligada a abatre l'agressor que l'amenaça. Trastornada, no es fixa que l'arma del bandit ha estat robada per un desconegut, i, és suspesa de les seves funcions.

## Repartiment
- Jamie Lee Curtis: Megan Turner
- Ron Silver: Eugene Hunt
- Clancy Brown: Nick Mann
- Elizabeth Peña: Tracy Perez
- Louise Fletcher: Shirley Turner
- Philip Bosco: Frank Turner
- Kevin Dunn: ajudant cap Stanley Hoyt
- Richard Jenkins: Advocat Mel Dawson
- Markus Flannagan: el marit
- Mary Mara: la dona
- Skipp Lynch: l'instructor
- Mike Hodge: el comissari de policia
- Mike Starr: el superintendent
- Chris Walker: l'oficial Jeff Travers
- Tom Sizemore: Wool Cap
- Lauren Tom: Periodista

## Al voltant de la pel·lícula
- El rodatge s'ha desenvolupat a Nova York.

## Premis
- Menció especial per a Jamie Lee Curtis, en el Festival de cinema policíac de Conyac el 1990.
- Premi a la millor actriu i nominació al premi de la millor pel·lícula, en el Mystfest el 1990.